# Meester van de Cité des dames

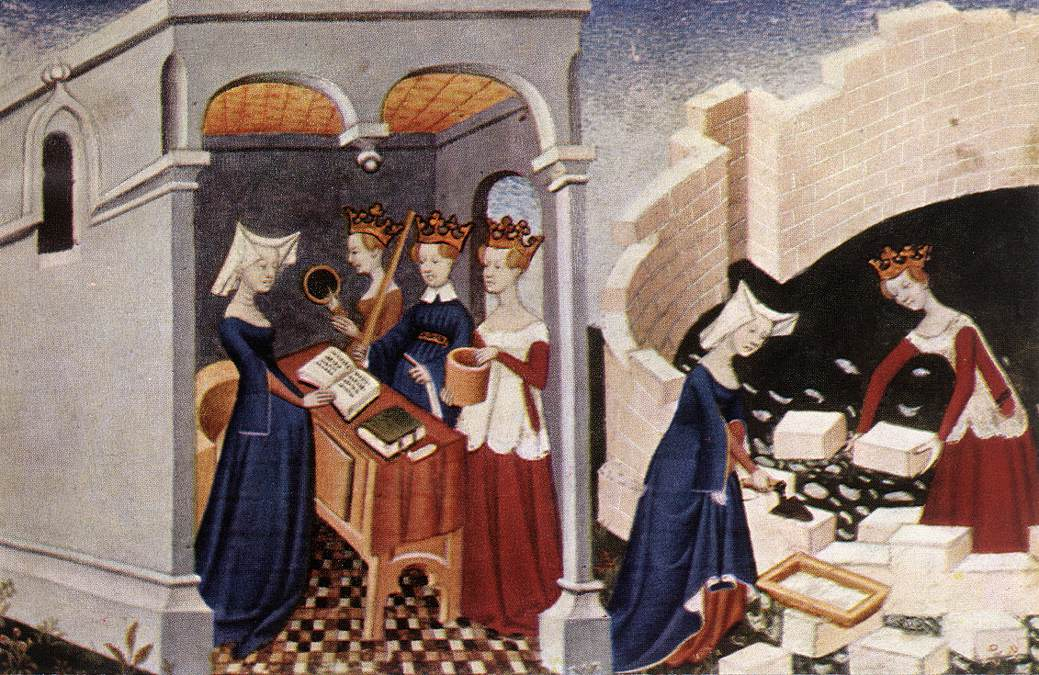
La Cité des dames, f71v, BnF, français 607, f.2, Christine de Pisan en Dame Raison, Dame Droiture en Dame Justice bouwen samen de stad van de vrouwen.

De Meester van de Cité des dames is de noodnaam voor een waarschijnlijk Vlaams boekverluchter die tussen 1400 en 1415 actief was in Parijs. Hij illustreerde in 1405 voor Christine de Pisan vier kopieën van haar werk La Cité des dames die ze daarna schonk aan onder meer Jean de Berry en Filips de Stoute. De miniaturist kreeg zijn noodnaam van Millard Meiss naar dit werk. Van de vier kopieën zijn er twee bewaard gebleven in de BnF als Ms. Français 1178 en Ms. Français 607.

## Loopbaan
De Meester van de Cité des dames had een voorliefde voor het illustreren van seculiere werken zoals de werken van Christine de Pisan, maar ook de vertalingen van de werken van Giovanni Boccaccio. Seculiere of wereldlijke werken vormen de hoofdmoot van het oeuvre dat bewaard is gebleven.

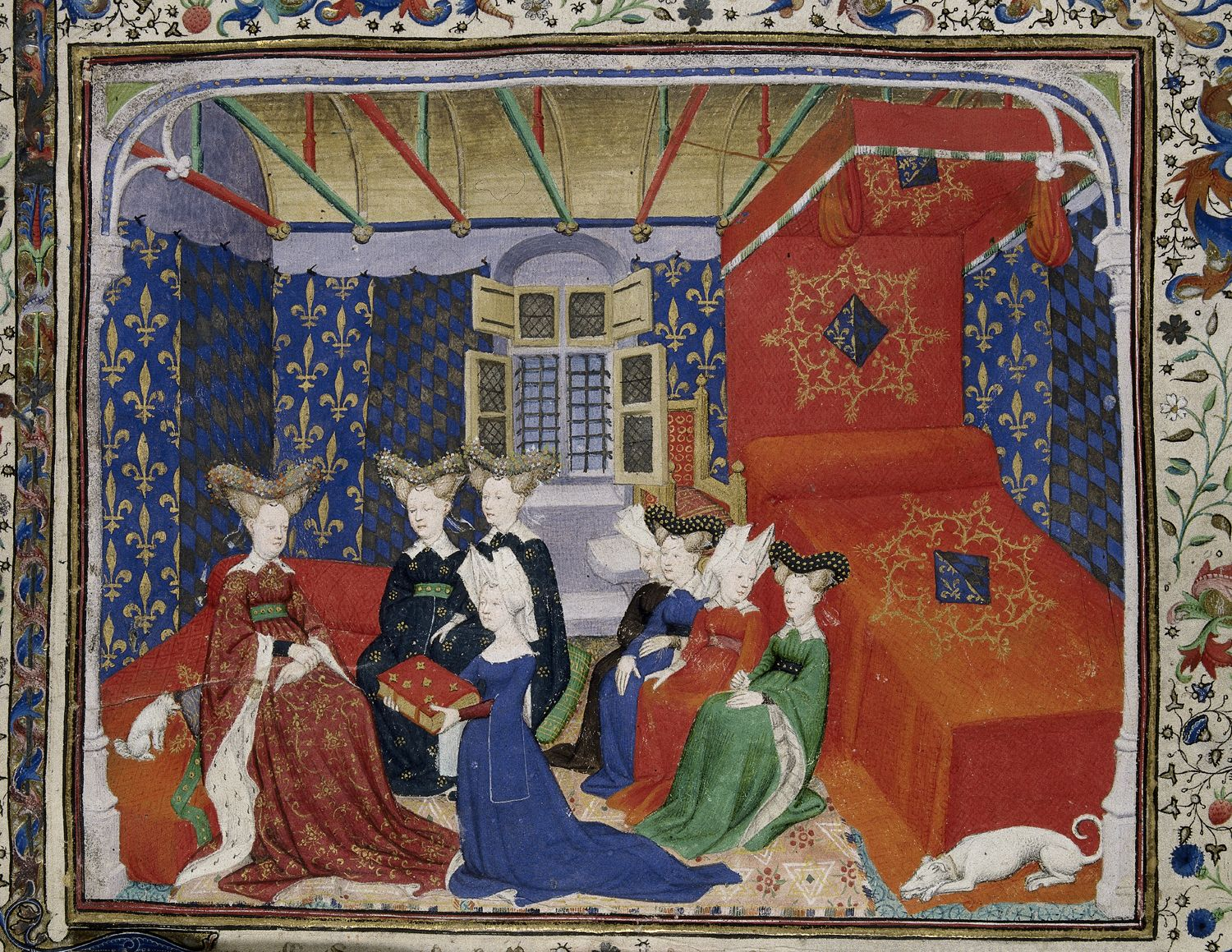
Frontispice in de Werken van Christine de Pisan, opgedragen aan Isabella van Beieren (Londen, British Library ms. Harley 4431 f2r).

In het begin van zijn carrière werkte hij samen met Jacquemart de Hesdin, wat blijkt uit de stijl van zijn vroege werken. Ook met de Boucicaut-meester zijn er nauwe contacten geweest. In verband hiermee wordt dikwijls verwezen naar de frontispice miniatuur in de Harley 4431 van zijn hand en te dateren omstreeks 1411 en de Frontispice (f4r) van de hand van de Boucicaut-meester in de Demandes faites par le roi Charles VI van Pierre Salmon in de Bibliotheek van Genève bewaard als Ms. fr.165,
die zeker na 1411 is gemaakt. Ook met de Mazarine-meester en de Orosius-meester was er samenwerking.
Volgens Brigitte Roux had hij een belangrijk atelier in Parijs gedurende de eerste twee decennia van de 15e eeuw dat nauw samenwerkte samen met andere meesters en ateliers zoals dat van de Boucicaut-meester, de Bedford-meester en de Meester van de Clères Femmes.

## Stijlkenmerken

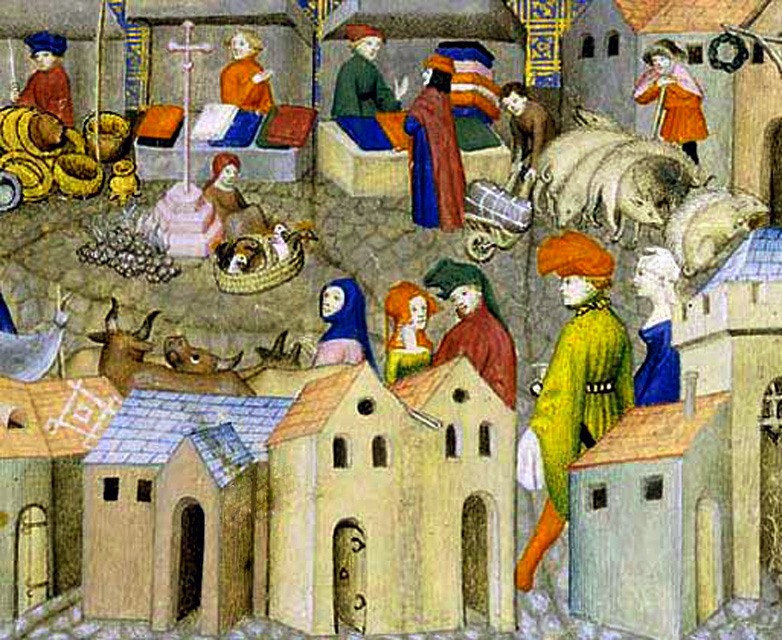
Marktscène uit Le Chevalier errant, 1400-1405, BnF, français 12559, perspectief !

Algemeen kan men stellen dat het werk van de meester, hoewel typisch Vlaams in zijn realistische afbeeldingen van dagelijkse scènes uit het land- en het stadsleven, beïnvloed was door de Italiaanse kunst, waarschijnlijk via zijn contacten met Jacquemart de Hesdin. De kunstenaar was sterk gefocust op het weergeven van de ruimte in zijn composities. Hij is bekend voor de frontispice in het manuscript met de Werken van Christine de Pisan, opgedragen aan Isabella van Beieren (Londen, British Library ms. Harley 4431 f2r). De miniatuur geeft de meest realistische inkijk in een koninklijke kamer die uit die tijd bekend is. De actie is voor hem minder belangrijk dan het landschap. Hij schildert heuvels bekroond met kastelen of kerken als kleine eilandjes verdeeld in het weidse landschap. De horizon wordt zeer hoog geplaatst omdat het landschap gelaagd wordt opgebouwd. Zijn gebruik van het perspectief in de landschappen is vrij onhandig. De kleur van de gebouwen op de heuvels contrasteert nauwelijks met de lucht om een idee van verte te geven, maar de dwergbomen op de voorgrond en de verhouding tussen personen en gebouwen doen alle gevoel van perspectief teniet. In de schildering van de wolkenluchten toont hij zijn echte virtuositeit.

## Werken
Hierbij een lijst van aan de meester toegeschreven werken.

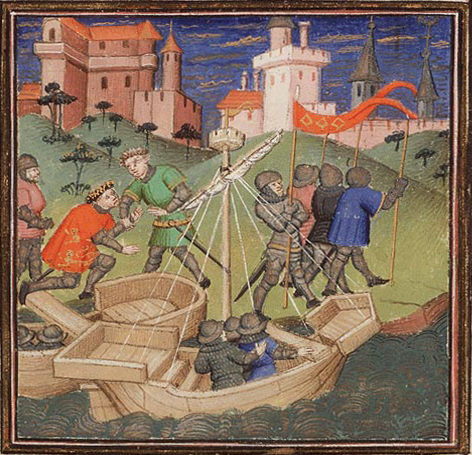
Vincent van Beauvais, Le Miroir Historial (deel 4), Willem de Veroveraar landt in Engeland, Den Haag, Koninklijke Bibliotheek, 72 A 24

- La Cité des dames van Christine de Pisan, Parijs, BnF, Ms. français 607
- La Cité des dames van Christine de Pisan, Parijs, BnF, Ms. français 1178
- La Cité de Dieu, van Augustinus van Hippo omstreeks 1403-1405, BnF, français 174[6]
- Werken van Christine de Pisan, opgedragen aan Isabella van Beieren, Londen, British Library ms. Harley 4431.[7]
- Franse vertaling van de Decamerone van Giovanni Boccaccio, uit het bezit van Jan zonder Vrees, Rome, Vaticaanse Bibliotheek, Pal. lat. 1989
- Réponses à Charles VI et Lamentation au roi sur son état. van Pierre Salmon, samen met de Mazarine-meester en de Boucicaut-meester, BnF, Ms. français 23279
- Demandes faites par le roi Charles VI van Pierre Salmon, in samenwerking met de Bedford-meester en de Boucicaut-meester en hun ateliers, Bibliotheek van Genève bewaard, Ms. fr.165
- Titus Livius, Ab urbe condita, in het Frans vertaald door Pierre Bersuire, in samenwerking met de Luçon-meester, ca. 1410, BnF, français 264
- Publius Terentius Afer blijspelen, in samenwerking met de Luçon-meester, de Meester van de Adelphen en de Orosius-meester, ca. 1411, Bibliothèque de l'Arsenal, Ms. 664
- Le Chevalier errant, van Thomas III van Saluces, omstreeks 1400-1405, BnF, français 12559
- Le Miroir Historial van Vincent van Beauvais, omstreeks 1410, Den Haag, Koninklijke Bibliotheek, 72 A 24[8]
- Les Antiquités judaïques en L'Histoire des Juifs, van Flavius Josephus vertaald in het Frans, omstreeks 1410, BnF Fr6446[9]
- Grandes Chroniques de France, omstreeks 1410-1412, een grote en 50 kleine miniaturen, New York, Pierpont Morgan Library & Museum, M536[10]
- Livre des merveilles, 6 miniaturen in een handschrift in samenwerking met de Mazarine-meester, ca. 1410-1412, BnF, français 2810
- Les Clères femmes, Franse vertaling van Boccaccio’s De mulieribus claris, ca. 1410-1415, Museu Calouste Gulbenkian, Lissabon, Ms LA 143
- Lancelot du Lac, 2 volumes in samenwerking met de Meester van de Clères Femmes , ca. 1405, Bibliothèque de l'Arsenal, Parijs, Ms.3479-3480
- Lancelot du Lac, 2 volumes in samenwerking met de Meester van de Clères Femmes , ca. 1405, BNF, Français 117-120[11]
- Histoire romaine van Titus Livius vertaald door Pierre Bersuire, in samenwerking met de Meester van de Clères Femmes, omstreeks 1410, Koninklijke Bibliotheek van België, Brussel, Ms.9049-9050
- Historiebijbel voor Jean de Berry, ca. 1405, in samenwerking met de Meester van de Clères Femmes en de Vergilius-meester, Bibliothèque de l'Arsenal, Ms.5057-5058.
- Historiebijbel van Guyart des Moulins, 2 volumes uit het bezit van Karel VI van Frankrijk, in samenwerking met de Vergilius-meester, de meester van de Clères Femmes  (f.132) et Meester van bedevaarten van 1393, omstreeks 1414-1415, Koninklijke Bibliotheek van België, Ms.9001-9002
- Historiebijbel van Guyart des Moulins, 2 volumes in samenwerking met het atelier van de Vergilius-meester, de Meester van de Clères Femmes  en de Meester van de getijden van Marguerite de Clisson, omstreeks 1415, Koninklijke Bibliotheek van België, Ms.9024-9025
- Getijdenboek, 1401, Biblioteca de Catalunya, in samenwerking met de Luçon-meester, Barcelona, Ms.1850